# Tmesisternus separatus
Tmesisternus separatus är en skalbaggsart som först beskrevs av Aurivillius 1927.  Tmesisternus separatus ingår i släktet Tmesisternus och familjen långhorningar.
Artens utbredningsområde är Irian Jaya. Inga underarter finns listade i Catalogue of Life.